# Domanice (powiat wołowski)
Domanice – wieś w Polsce położona w województwie dolnośląskim, w powiecie wołowskim, w gminie Wińsko.
Według Narodowego Spisu Powszechnego Ludności i Mieszkań z 2011 roku liczba ludności we wsi Domanice to 77, z czego 44,2% mieszkańców stanowią kobiety, a 55,8% ludności to mężczyźni. Wieś Domanice ma 77 mieszkańców. W 2002 roku we wsi Domanice było 17 gospodarstw domowych. Wśród nich dominowały gospodarstwa zamieszkałe przez pięć lub więcej osób - takich gospodarstw było 6.

## Podział administracyjny
W latach 1975–1998 miejscowość należała administracyjnie do województwa wrocławskiego.